# Камень Слободский
Камень Слободский — живописные невысокие скалы из известняка вблизи Коуровской астрономической обсерватории в селе Слобода муниципального округа Первоуральск Свердловской области. «Камень» стоит на правом берегу реки Чусовой. На отвесах Слободского камня имеется ряд небольших пещер. Сплавы по реке Чусовой начинаются в том числе и от данного камня; входит в верхнюю часть туристического маршрута сплава. Камень часто посещаем, имеет быструю и простую доступность для пешего и автомобильного туризма.
Совместно со скалами Георгиевский камень, камень Собачьи Рёбра, камень Часовой (Гуляй) формирует ландшафт села Слобода. Статус объекта — геоморфологический и ботанический памятник природы.
На вершине скалы находится равнинное плато, где расположено одно из старейших кладбищ на Урале.
Ранее Слободской камень имел другие названия: Синий камень, Верхний «Георгиевский камень», а также Камень Воробьев. Название «Слободской камень» — достаточно молодое имя, закрепившееся в XX веке по названию одноименного села, где располагается скала.
Знаменитый фотограф С. М. Прокудин-Горский посещал эти места в 1912 году и сделал ряд фотографий местности.